# Полторак Микола Миколайович
Мико́ла Микола́йович Полтора́к — старший солдат Збройних сил України. Розвідник-снайпер.

## Життєпис
Родом з Одеси.
Працював підприємцем.
У грудні 2013-го року, після жорстокого розгону студентів, поїхав у Київ на Майдан.
Навесні 2014 року добровільно пішов захищати незалежність України. Служба почалась в Одеському 18-му батальйоні територіальної оборони. У вересні відбув у зону АТО. Потім перейшов до складу 131 окремого розвідувального батальйону оперативного командування «Південь» ЗС України.
15 червня 2015 року був важко поранений міною та втратив ногу. Після протезування ноги намагається повернутись на фронт.
Одружений. Батько чотирьох дітей.
Одеський меценат Аднан Ківан і фонд «На благо Одеси» подарували Миколі та його родині трикімнатну квартиру в центрі Одеси, в якій організували та оплатили ремонт та меблі.
Брав участь у проекті «Новий відлік 2.0» в Одесі, який реалізовувався  «Impact Hub Odessa» при підтримці МФ «Відродження». Микола пройшов двомісячні курси у бізнес-інкубаторі, захистив свій проект та отримав міні-грант у розмірі тридцять тисяч гривень. Пройшов тренінги з пермакультури та соціальної відповідальності. Готується навчати людей вирощувати продукти з мінімальними затратами, але із максимальною користю.

## Нагороди
За особисту мужність і високий професіоналізм, виявлені у захисті державного суверенітету та територіальної цілісності України, вірність військовій присязі нагороджений орденом «За мужність» III ступеня (6.1.2016).